# 9692 Kuperus
9692 Kuperus (6354 P-L) là một tiểu hành tinh vành đai chính.